# 雨音はショパンの調べ
「雨音はショパンの調べ」（あまおとはショパンのしらべ）は、イタリアの男性歌手ガゼボの歌唱による1983年の楽曲「アイ・ライク・ショパン / I Like Chopin」日本語カバー曲のタイトル。原曲は世界的なヒットをみた楽曲であり、1980年代のイタロディスコの中でも最もよく知られた楽曲の一つである。日本では、小林麻美 with C-POINTのシングル（日本語カバー）がヒットした。

## 原曲
作詞はパウル・マッツォリーニ（ガゼボ本人）、作曲はピェールルイジ・ジョンビーニ (it)による。歌唱はガゼボ。発売元はベイビー・レコーズ (it:Baby Records)。歌詞は英語詞であり、タイトルにもあるようにフレデリック・ショパンをあしらった内容のラブソングである。
ガゼボのデビューアルバム『Gazebo (邦題: 幻想のガゼボ)』の収録曲のひとつである。7インチシングル盤、12インチマキシシングル盤がリリースされているが、いずれもB面は『I Like Chopin』のインストゥルメンタル版が収録されている。
この楽曲は発売後たちまち、イタリアを含むヨーロッパのいくつかの国でチャートの最上位に輝いた。またイタリアでは1983年の年間チャートで2位になっている。日本ではオリコン洋楽シングルチャートで1984年6月18日付から13週連続1位を獲得し、1984年の年間チャートで1位となった。
全世界での売上は800万枚以上に達した。

### 各国での最高チャート順位
- イタリア：1位
- ドイツ：1位[6]
- スイス：1位[6]
- オーストリア：1位[6]
- ベルギー：3位[6]
- オランダ：7位[6]
- 日本：9位
- 日本（オリコン洋楽チャート）：1位

## 収録曲

### イタリア語版
7" Single (Baby 006-65 151)
7" Single (Baby / Carrere 13208 [it])
1. I Like Chopin - 4:09
2. I Like Chopin (Instrumental) - 4:20

12" Maxi (Baby 1250289)
12" Maxi (Baby 052-65 151 [de])
1. I Like Chopin - 7:40
2. I Like Chopin (Instrumental) - 7:55

## 小林麻美によるカバー

### 背景
「夢のあとさき」以来8年ぶりとなるシングルで、日本語歌詞は小林とは旧友でもあった松任谷由実による。
当時の小林は、女性ファッション誌を中心としたモデル業やライフスタイル啓蒙的活動が多かった。CM、モデル業はデビュー当初から注目されていたが、歌手としては『夜のヒットスタジオ』にも出演した「初恋のメロディー」がヒットして以来、米国からの帰国後に筒美京平に与えられた名曲もことごとく売上では伸び悩み、テレビ番組でも披露していたが暗さを帯びた雰囲気はお茶の間には浸透しなかった。それからモデル業に力を注いで行くのだが、資生堂のCMに起用された折には、「マイ・ピュア・レディ」、「夢一夜」のヒットの起因となった。

### 音楽性
表題曲「雨音はショパンの調べ」は、ユーミンのアルバム『Yuming Compositions: FACES』（2003年12月17日）でセルフカバーをしている。
B面の「LOLITA GO HOME」は、ジェーン・バーキンが1975年のアルバム『ロリータ・ゴー・ホーム』で発表した楽曲（当時の夫セルジュ・ゲンスブールが作曲）に、小林自身が日本語詞をつけたもの。

### テレビ番組での披露
TBS『ザ・ベストテン』では8週間ランクインしたものの、テレビ番組で同曲を歌うことは一度も無かった。背景として「気休めは麻薬」という歌詞が、NHKの放送上問題があった可能性が指摘されている。

### ミュージック・ビデオ
映像集『CRYPTOGRAPH〜愛の暗号』（1984年10月21日）に本楽曲のミュージック・ビデオ（なお、この舞台設定はアンドレイ・タルコフスキー監督の『ノスタルジア』をほとんどそのまま引き写したもの）が収録されている。

### リリース
1984年4月21日にCBS・ソニーから発売された。
ロング・バージョンを収録している12インチシングルも、同年11月21日に5万枚限定でリリースされた。

### 記録
発売後に有線放送で注目されると徐々にチャートを上昇してオリコン週間ヒットチャートでは3週連続第1位を獲得、1984年のオリコン年間ヒットチャートでは第12位にランクインした。小林自身にとっては初の1位獲得であり、松任谷にとっても「松任谷由実」名義で他人に提供した作品で初の1位獲得となった。売上枚数は52.0万枚。

### 収録曲
| #  | タイトル                 | 作詞                                        | 作曲                     | 編曲       |
| -- | ------------------------ | ------------------------------------------- | ------------------------ | ---------- |
| 1. | 「雨音はショパンの調べ」 | Gazebo, P. L. Giombini 日本語詞: 松任谷由実 | Gazebo, P. L. Giombini   | 新川博     |
| 2. | 「LOLITA GO HOME」       | S. Gainsbourg, Ph. Labro 日本語詞: 小林麻美 | S. Gainsbourg, Ph. Labro | つのごうじ |

| #  | タイトル                                         | 作詞                                        | 作曲                   | 編曲             |
| -- | ------------------------------------------------ | ------------------------------------------- | ---------------------- | ---------------- |
| 1. | 「雨音はショパンの調べ」(LONG VERSION)           | Gazebo, P. L. Giombini 日本語詞: 松任谷由実 | Gazebo, P. L. Giombini | 新川博, 武部聡志 |
| 2. | 「悲しみのスパイ」(LONG VERSION & NEW RECORDING) | 松任谷由実                                  | 玉置浩二               | 武部聡志         |

### 関連作品
- DREAM PRICE 1000 小林麻美 雨音はショパンの調べ
- GOLDEN☆BEST 小林麻美
- 青春歌年鑑 1984
- J-POP CAFE
- ユア・リクエスト
- My idol〜青春play back〜
- MY MEMORIES
- AGAIN〜女性ヴォーカリスト・スペシャル・セレクション〜

## 笠原弘子によるカバー

### 収録曲
| #  | タイトル                     | 作詞                                        | 作曲                   | 編曲     |
| -- | ---------------------------- | ------------------------------------------- | ---------------------- | -------- |
| 1. | 「雨音はショパンの調べ '90」 | Gazebo, P. L. Giombini 日本語詞: 松任谷由実 | Gazebo, P. L. Giombini | 内藤慎也 |
| 2. | 「CHRISTMAS SONG TO YOU」    | 須藤まゆみ                                  | 割田康彦               | 恩田直幸 |

## 愛里によるカバー
| #  | タイトル                               | 作詞                                        | 作曲                   | 編曲       |
| -- | -------------------------------------- | ------------------------------------------- | ---------------------- | ---------- |
| 1. | 「雨音はショパンの調べ」               | Gazebo, P. L. Giombini 日本語詞: 松任谷由実 | Gazebo, P. L. Giombini | 渡辺善太郎 |
| 2. | 「CHRISTMAS SONG TO YOU」              | 田辺智沙                                    | MRie                   | 羽毛田丈史 |
| 3. | 「雨音はショパンの調べ」(Instrumental) |                                             |                        |            |

## Kraによるカバー
| #         | タイトル                 | 作詞                                        | 作曲                   | 編曲        | 時間 |
| --------- | ------------------------ | ------------------------------------------- | ---------------------- | ----------- | ---- |
| 1.        | 「雨音はショパンの調べ」 | Gazebo, P. L. Giombini 日本語詞: 松任谷由実 | Gazebo, P. L. Giombini |             | 4:34 |
| 2.        | 「君の声」               | 景夕                                        | 舞                     | Kra, 増渕東 | 4:47 |
| 合計時間: | 合計時間:                | 合計時間:                                   | 合計時間:              | 合計時間:   | 9:21 |

## レディオサイエンスによるカバー
| #         | タイトル                                 | 作詞                                                      | 作曲                                   | 時間  |
| --------- | ---------------------------------------- | --------------------------------------------------------- | -------------------------------------- | ----- |
| 1.        | 「雨音はショパンの調べ」                 | Gazebo, P. L. Giombini 日本語詞: 松任谷由実               | Gazebo, P.L.Giombini                   | 3:58  |
| 2.        | 「HAPPY EVER AFTER」                     | Julia Fordham 日本語詞: 沢ちひろ                          | Julia Fordham                          | 4:31  |
| 3.        | 「愛が止まらない 〜Turn it into love〜」 | Mike Stock, Matt Aitken, Pete Waterman 日本語詞: 及川眠子 | Mike Stock, Matt Aitken, Pete Waterman | 3:34  |
| 合計時間: | 合計時間:                                | 合計時間:                                                 | 合計時間:                              | 12:03 |

## カバーした主な歌手
- 杏里 - アルバム『tears of anri』収録
- 櫻井敦司 - シングル「胎児／SMELL」と『EXPLOSION』
- 鈴木早智子 - アルバム『零〜re-generation〜』収録
- デーモン小暮閣下 - アルバム『GIRLS' ROCK √Hakurai』収録
- 布施明 - アルバム『Ballade II』収録
- 松任谷由実 - アルバム『Yuming Compositions: FACES』収録（セルフカバー）
- 浜崎容子 - アルバム『Blue Forest』収録
- 柴咲コウ - カバーアルバム『続こううたう』（2016年7月20日発売）に収録[11]
- 小片リサ - カバーアルバム『bon voyage!〜 risa covers 〜』（2021年12月15日発売）に収録